# Conus regularis
Conus regularis é uma espécie de gastrópode do gênero Conus, pertencente à família Conidae.

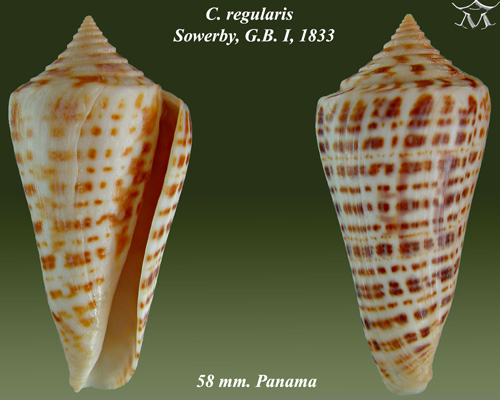
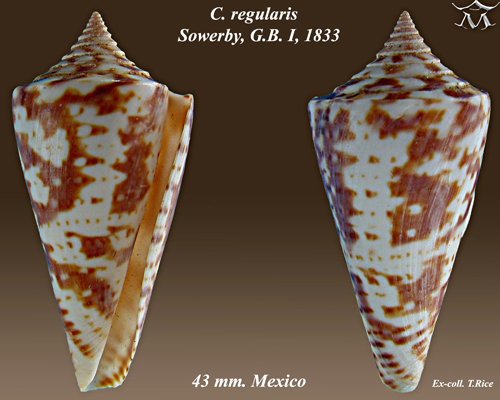